# شارع الخوف الجزء الثالث: 1666
شارع الخوف الجزء الثالث: 1666 (بالإنجليزية: Fear Street Part Three: 1666)‏ هو فيلم رعب أمريكي من بطولة كيانا ماديرا، أشلي زوكرمان، جيليان جاكوبس، أوليفيا سكوت ويلش ، بنجامين فلوريس وداريل بريت جيبسون. صدر الفيلم على منصة نتفليكس في 16 يوليو 2021.

## وصلات خارجية
- شارع الخوف الجزء الثالث: 1666 على موقع IMDb (الإنجليزية)
- شارع الخوف الجزء الثالث: 1666 على موقع ميتاكريتيك (الإنجليزية)
- شارع الخوف الجزء الثالث: 1666 على موقع روتن توميتوز (الإنجليزية)
- شارع الخوف الجزء الثالث: 1666 على موقع نتفليكس (الإنجليزية)
- شارع الخوف الجزء الثالث: 1666 على موقع ألو سيني (الفرنسية)
- شارع الخوف الجزء الثالث: 1666 على موقع فيلمافينيتي (الإسبانية)
- شارع الخوف الجزء الثالث: 1666 على موقع قاعدة بيانات الفيلم (الإنجليزية)
- شارع الخوف الجزء الثالث: 1666 على موقع ليتربوكسد (الإنجليزية)
- شارع الخوف الجزء الثالث: 1666 على موقع كينوبويسك (الروسية)